# Rhopilema verrilli
Rhopilema verrilli es una especie de medusa de la familia Rhizostomatidae. Son invertebrados cnidarios que se distinguen por tener forma de hongo. La especie no tiene tentáculos, mas si tienen cnidoblastos, llamadas nematocistos, dentro de sus campanas, que pueden producir picaduras leves a los humanos.

## Taxonomía
Rhopilema verrilli, originalmente Nectopilema verrilli, fue nombrada por Fewkes por un espécimen encontrado en el puerto de New Haven en Connecticut. Rhopilema verrilli, es confundida a menudo con la medusa bola de cañón (Stomolophus meleagris). Ambas especies carecen de tentáculos, pero R. verrilli tiene brazos en forma de dedos, mientras que S. meleagris no. La medusa hongo también es mucho más plana, lisa y más grande, ya que puede tener hasta 51 cm o 20 pulgadas de diámetro. Por el contrario, la medusa bola de cañón es más redondeada y tiene un paraguas ligeramente más áspero que es de color marrón en el borde y crece hasta 25 cm o 10 pulgadas de diámetro. La especie tiene 8 ropalias, que son pequeñas estructuras rosadas ubicadas alrededor del margen de la campana. Cada ropalia contiene un sensor de gravedad que permite a las medusas indicar su orientación y dirección. Esta medusa también tiene 8 canales radiales. Los canales radiales junto con el estómago forman el sistema gastroendodérmico.

## Distribución y hábitat
Rhopilema verrilli se encuentran en todo el Atlántico occidental de Estados Unidos y Canadá, pero residen principalmente a lo largo de la costa en el norte del golfo de México y entre Carolina del Norte y Nueva Inglaterra. A veces se encuentran cerca de la costa en las desembocaduras de los estuarios. Durante el otoño y principios del invierno, pueden entrar en la parte baja de la bahía de Chesapeake. Las especies se distribuyen a lo largo de las coordenadas de latitud: 18,21 grados (mínimo) y 38,32 grados (máximo) y las coordenadas de longitud: -97,8 grados (mínimo) y -76,5 grados (máximo).

## Comportamiento
Rhopilema verrilli se sustenta a partir de pequeñas partículas de plancton, que el agua empuja fuera de su paraguas y quedan atrapadas con sus apéndices en forma de dedos. R. verrilli no presenta una amenaza punzante para los humanos porque no tienen tentáculos sino células punzantes que residen dentro de sus campanas.

## Ciclo de vida
Los cnidarios tienen ciclos de vida que alternan entre pólipos asexuales y medusas sexuales. Sin embargo, las medusas de la clase Scyphozoa viven la mayor parte de sus ciclos de vida como medusa. Los R. verrilli, pertenecientes a la clase Scyphozoa, son gonocóricos o unisexuales. El ciclo de vida comienza cuando la medusa adulta pone un huevo. Después de la fertilización, el óvulo se convierte en una larva o plánula de vida libre. La plánula flota hasta que se adhiere a un sustrato duro y se metamorfosea en un pólipo llamado escifistoma. El escifistoma se reproducirá asexualmente a través de la gemación y se transformará en una estrobila. Cada estrobila madura y se convierte en una ephryae, una forma inmadura de una medusa. Cuando maduran y se separan de la otra estrobila, las ephryae finalmente se convierten en una medusa adulta.